# Tage Adolfsson
Tage Vilhelm Arnold Adolfsson (i Riksdagen kallad Adolfsson i Västerås), född 3 augusti 1920 i Runtuna, död 15 februari 2007 i Nyköping, var en svensk politiker och lantbrukare.
I ungdomen var Adolfsson engagerad i Sveriges Nationella Förbund. År 1968 ersatte han Dag Edlund som riksdagsledamot för Högerpartiet (från 1969 Moderaterna) i andra kammaren. Under 1971–1983 var han ledamot av enkammarriksdagen för Västmanlands län. Han var ledamot i bland annat finansutskottet och näringsutskottet. 
Som riksdagsman uppmärksammades Adolfsson på 1970-talet när han kritiserade sin partiledare Gösta Bohman, efter att denne liksom alla andra partiledare skrev under den socialdemokratiske partisekreteraren Sten Anderssons upprop mot USA:s krigföring i Vietnam.
Åren 1947–1959 arrenderade Adolfsson Ängs gård i Västra Vingåker (då arrende under Sjöholm i Östra Vingåker) i Södermanland innan han köpte Solinge i Romfartuna i Västmanland, där han främst bedrev spannmålsodling. På 1980-talet var Adolfsson bosatt i USA. År 1991 återvände Adolfsson till Nyköping, där han avled 2007.
Adolfsson gifte sig 1948 med Marianne Magnusson (1925–2019). De fick tre barn. Makarna är begravda på Västra kyrkogården i Nyköping.